# Massendemokratie
Das Wort Massendemokratie ist eine kritische Bezeichnung für die Ausformungen der sich als demokratisch bezeichnenden Systeme und ihre Wirkungsweisen. Konservative Denker wie zum Beispiel Carl Schmitt sehen in der Massendemokratie die Herrschaft des Relativismus gesellschaftlicher Normen und Werte im Allgemeinen und des Verfalls des Verantwortungsgedankens im Besonderen. Aber auch dezidiert liberale bzw. libertäre Philosophen, wie beispielsweise Friedrich August von Hayek, kritisieren die „Herrschaft der Massen“ in der modernen Demokratie, da diese als leicht manipulierbar, primitiv und irrational angesehen werden.

## Versuch einer Begriffsbestimmung
Alexis de Tocqueville sah in der Demokratie der Vereinigten Staaten von Amerika eine Unterdrückung, die der Demokratie von sich selbst her drohe. Allerdings fand er dafür keinen geeigneten Begriff. Deshalb umschrieb er das Phänomen: „Ich sehe eine zahllose Menge ähnlicher und gleicher Menschen, die sich rastlos um sich selbst drehen, um sich kleine und gewöhnliche Freuden zu verschaffen, die ihre Seele ausfüllen. Jeder von ihnen ist auf sich selbst konzentriert und verhält sich dem Schicksal der anderen gegenüber wie ein Fremder... Über ihnen allen aber erhebt sich eine ungeheure Vormundschaftsgewalt... Sie sorgt für ihre Sicherheit, sieht ihre Bedürfnisse voraus und sichert sie, fördert ihre Vergnügungen, führt ihre wichtigsten Angelegenheiten, leitet ihre Arbeit, regelt ihre Nachfolge, verteilt ihre Erbschaften; könnte sie ihnen nicht die Last zu denken und die Mühe zu leben vollends abnehmen?“

## Konzept der Massendemokratie nach Panajotis Kondylis
Panajotis Kondylis sieht einen Umbruch vom synthetisch-harmonisierenden Denken der Moderne zur analytisch-kombinatorischen Denkform der Postmoderne. Die bürgerliche Gesellschaft werde von der neuen Gesellschaftsformation der Massendemokratie verdrängt. Das Attribut „Massen“ hat in diesem Zusammenhang eine negative Bedeutung. Begriffe wie Massenverkehr, Massentourismus und Massenproduktion lösen ähnliche Assoziationen aus. Kondylis meint mit seinem Begriff der Massendemokratie eine Art Kompromiss über die soziale und politische Rolle der Massen seit dem 18. Jahrhundert: Eine Synthese aus Liberalismus, Konservatismus und Sozialismus. „Vom Liberalismus gingen die individualistischen Menschenrechte in die Synthese ein, vom Sozialismus die materialistische Konkretisierung der Menschenrechte auf egalitärer Basis, vom Konservatismus, wenn überhaupt etwas, die mit dem Sozialismus geteilte Staatsbezogenheit, was den Sozialstaat als alles überwölbende Institution der Massendemokratie ergab.“ Nach seinem Verständnis ist Massendemokratie ein – nach dem Scheitern des Kommunismus – resultierendes Drittes. Sie sei das Ende der Geschichte, wonach die liberale Demokratie den Kommunismus besiegt habe und die Zukunft bestimme. Besondere Aufmerksamkeit widmet er dem Problem der Stabilität der Demokratie. Die Willenseinheit der Massen – also die Einheit des Gemeinwesens – habe bei der Bestandssicherung des Eigenen immer Vorrang vor einem Außen. Ob und inwieweit das gelingt, entscheide über das jeweilige Schicksal der Massendemokratie.
Während des Kalten Krieges habe man im Westen durch „Wohlstand für alle“ der Gefahr einer kommunistischen Machtergreifung vorgebeugt. Dadurch sei die Entwicklung der modernen Massendemokratie gefördert worden. Dieser Vorgang sei mit der Bildung neuer Eliten in Wirtschaft und Politik einhergegangen, die das alte Bürgertum ablösten. Manager und Technokraten seien als soziologische Typen etwas völlig anderes als Bürger. In diesem Sinne habe der Westen den Osten erst dann besiegt, als die bürgerliche Klassengesellschaft der Massendemokratie wich. „Der Abschied von der Utopie im Osten ist durch die Verwirklichung der Utopie im Westen ermöglicht worden. Tatsächlich wurde in der westlichen Massendemokratie zum ersten Mal in der Weltgeschichte die Güterknappheit überwunden und eine Gliederung der Gesellschaft nach funktionalen und Leistungskriterien erreicht.“ Dies führe zwar zu einer Entideologisierung der Politik, aber entideologisierte Kämpfe werden möglicherweise noch heftiger sein, wenn sich bestimmte Güter ausgerechnet in einer Zeit verknappen, in der die Überwindung der Güterknappheit als oberstes Ziel der Menschheit postuliert wird.

## Die Rolle der Eliten
In der wissenschaftlichen Diskussion wird die Meinung vertreten, dass in der modernen Massendemokratie das Volk keineswegs der jeweiligen Regierung gegenüber eine Willenseinheit bilde. Es sei eine Illusion, anzunehmen, dass sich der demokratische Willensbildungsprozess von unten nach oben vollziehe, sodass die politisch Führenden nur Ausführende eines allgemeinen Volkswillens seien. Demokratie sei mehr Herrschaft im Auftrag als Herrschaft des Volkes. Vor diesem Hintergrund wird die These aufgestellt, das Volk sei nicht in der Lage, die Bildung des politischen Willens ohne die Hilfe aktiver Minderheiten entscheidend zu beeinflussen. Mit diesen Minderheiten sind beispielsweise Parteien, Verbände und Publizisten gemeint. Unter soziologischen Aspekten handele es sich dabei um Funktionseliten.

## Die Rolle der Medien
Der Politikwissenschaftler Heinrich Oberreuter, Direktor des Instituts für Journalistenausbildung Passau, meinte: „Die Massendemokratie bedarf der Massenmedien. Öffentlichkeit ist nicht mehr direkt herstellbar, sondern hängt von der Vermittlung der Medien ab. Diese sind längst zum Vollstrecker des Prinzips parlamentarischer Öffentlichkeit geworden. Parlamentarische Kommunikationsangebote verfangen sich oft im Netz journalistischer Selektions- und Interpretationsmuster und erreichen ihre Adressaten nicht. Was aber nicht in den Medien ist, wird nicht Teil der Alltagswirklichkeit des Publikums. Insoweit ist auch über die Repräsentationsfunktion des modernen Parlamentarismus nachzudenken.“ Siegfried Weischenberg, Kommunikationswissenschaftler und Journalist hält das Verhältnis zwischen Politik und Journalismus für ein selbstreferenzielles System, das vor allem sich selbst in Gang hält. Martin Walser spitzte zu: „Die Medien dürfen alles und müssen nichts. Keine Macht ist so illegitim wie die der Medien.“ Norbert Lammert stellte sich in diesem Zusammenhang die Frage, ob Journalisten Teil des politischen Systems sind. Seine Antwort ist ambivalent: „Sie dürfen es nicht sein, wenn damit gemeint ist, dass sie gemeinsame Kampagnen machen und einander schonen. Sie müssen es sein, wenn mit diesem System die Demokratie gemeint ist. Denn, ja, wir haben ein Interesse daran, dass der demokratische Rechtsstaat, dass Meinungsfreiheit und Pluralismus überleben, das gehört zu unserer Natur. Deswegen sollte politischer Journalismus kein gemeinsames Interesse haben – außer der Erhaltung der Reproduktionsmöglichkeiten demokratischer Politik.“
In anderen Worten: Der Aufmerksamkeitsjournalismus sorge in der Massendemokratie dafür, dass in der Politik nicht die besseren, sondern die stärkeren Argumente siegen, insbesondere in der Wirtschafts- und Sozialpolitik. Deshalb sei in der Massendemokratie „eine demoskopisch laufend kontrollierte Meinungskonformität das A und O“. Reformpolitik wird daran gemessen, ob sie mit den Einschätzungen wichtiger Bevölkerungskreise übereinstimmt. Diese Zustimmung wird vor allem über die Medien erkennbar. Die Massendemokratie hat sozusagen einen medialen Kurzschluss, der den politischen Handlungsspielraum extrem einengt. Bereits in der jungen Bundesrepublik wurde festgestellt, „dass in einer Massendemokratie offenbar nichts so schwer ist, als alte ausgefahrene Geleise zu verlassen und neue Ideen durchzusetzen – und das insbesondere, wenn es sich um soziale Belange handelt“. 1960 meinte die Wochenzeitschrift Die Zeit, mit der Krankenkassenreform stehe und falle auch der Glaube, dass es in einer Massendemokratie noch möglich ist, das Notwendige zu tun – auch wenn es unpopulär ist.
Meinungsumfragen sind der Rahmen für politische Entscheidungen. Der Medienwissenschaftler Norbert Bolz meint deshalb, dass dieses mehr an Partizipation seinen Preis habe. Besonnenheit und Geschmack hätten in dieser Kultur kaum noch eine Chance. Wir müssten lernen, mit Geschmacklosigkeit zu leben. Denn Geschmack diskriminiert und das sei in einer Massendemokratie unerträglich.